# Произведения монументального искусства Орла

В списке представлены произведения монументального искусства в городе Орле — скульптуры и мемориальные ансамбли, монументальная живопись, памятники-монументы и памятные знаки в память о людях и событиях страны и города. Все монументы воздвигнуты в послевоенный период. Только боевой танк Т-70 был установлен в Первомайском сквере сразу после освобождения Орла. В список не включены памятники историческим личностям, установленные в городе, а также памятники истории, культуры, архитектуры, памятные знаки и доски. Произведения представлены в хронологической последовательности их создания и установки.

## Скульптурные монументы
| Название                                                                        | Местонахождение                                        | Год открытия | Авторы                                                             | Краткое описание | Фото |
| ------------------------------------------------------------------------------- | ------------------------------------------------------ | ------------ | ------------------------------------------------------------------ | --- | ---- |
| Памятник комсомольцам Орловщины                                                 | Комсомольская площадь                                  | 1972         | Автор проекта скульптор А. Н. Бурганов, архитектор Р. К. Топуридзе | Памятник комсомольцам, погибшим в годы Великой Отечественной войны. Воин, поднимающий красное знамя, поддерживает раненого товарища и продолжает идти вперёд. |      |
| Памятник орловским металлургам («Алёша»)                                        | Микрорайон, улица Металлургов                          | 1973         | Скульптор В. А. Чухаркин                                           | Медная фигура металлурга установлена на бетонном постаменте. Скульптурная композиция в честь металлургов Орловского сталепрокатного завода. |      |
| Скульптурная композиция «Металлург»                                             | Микрорайон, пересечение улиц Металлургов и Космонавтов | 1973         | Скульптор В. А. Чухаркин                                           | Скульптурная композиция «Металлург» — своеобразный символ Северного района города. В 1977 году рядом, по проекту архитектора Я. А. Лившица, был построен Дворец культуры сталепрокатного завода (ныне Культурно-досуговый центр «Металлург»).                                                                                         |      |
| Памятник героям Гражданской войны («Каховка»)                                   | Улица Брестская, сквер Героев Гражданской войны        | 1976         | Автор проекта скульптор А. Н. Бурганов, архитектор А. Заварзин     | На гранитном пьедестале 6 метровая скульптура девушки в будёновке, поднимающей руки с винтовкой, знаменем и букетом цветов. Памятник установлен в честь орловцев, погибших на полях Гражданской войны за установление Советской власти.                                                                                               |      |
| Памятник российскому учителю                                                    | Улица Комсомольская, перед учебным корпусом № 8 ОГУ    | 2005         | Скульпторы Д. В. Басарев, Н. В. Басарева                           | Памятник первой учительнице. Бронзовая скульптура девушки, сидящей на скамье с книгой и воплощающей образ первой учительницы. |      |
| Памятник ветеранам боевых действий                                              | Наугорское шоссе, сквер Памяти                         | 2010         | Автор монумента Анатолий Шишков                                    | Памятник воинам-интернационалистам, участникам локальных войн и военных конфликтов. Установлен в 2011 году в центре сквера Памяти. |      |
| Скульптурная композиция «Русским путешественникам посвящается … Колесо истории» | Кромское шоссе, ТМК «Гринн»                            | 2017         | Автор композиции Юрий Киреев                                       | Три путешественника от разных эпох Российской истории передают мальчику — будущему путешественнику — символические достижения своего времени. Композиция была открыта 29 апреля 2017 года — во время прохождения в Орле I Международного фестиваля в области путешествий и туризма «Русский путешественник» им. Н. Н. Миклухо-Маклая. |      |

## Памятники-монументы
| Название                          | Местонахождение                                                        | Год открытия | Авторы                                              | Краткое описание | Фото |
| --------------------------------- | ---------------------------------------------------------------------- | ------------ | --------------------------------------------------- | --- | ---- |
| Памятник-танк Т-70                | Улица Нормандия-Неман, возле Военно-исторического музея                | 1943         |                                                     | Был установлен 7 августа 1943 года на братской могиле в Первомайском сквере (ныне Танкистов) в честь воинов танкистов, погибших при освобождении Орла. В 1985 году танк установили около Военно-исторического музея.                                                                       |      |
| Памятник-танк Т-34                | Сквер Танкистов                                                        | 1968         |                                                     | После освобождения города Орла от немецко-фашистских оккупантов 6 августа 1943 года в Первомайском сквере (ныне Танкистов) состоялось захоронение танкистов, погибших за освобождение города. 7 августа на братской могиле был установлен танк Т-70, который в 1968 году заменили на Т-34. |      |
| Памятник лётчикам                 | Улица Комсомольская                                                    | 1973         | Архитектор О. С. Вернослов, инженер В. В. Левенстам | Металлическая стела с взмывающим в небо боевым самолётом МиГ-15. Памятник посвящён советским лётчикам, сражавшимся за освобождение орловской земли. Открытие было приурочено к 30-летию освобождения Орла.                                                                                 |      |
| Памятник танкистам-фрунзенцам     | Лесопарк «Цон»                                                         | 1984         | Архитектор О. В. Левитский                          | Мемориальный комплекс — стела (уст. 9 мая 1975) и танк Т-34 (уст. 5 августа 1983) на месте летних лагерей Орловского танкового училища имени М. В. Фрунзе полностью был благоустроен и открыт 3 августа 1984 года.                                                                         |      |
| Паровоз-памятник                  | У входа в локомотивное депо ж/д станции Орёл                           | 1988         |                                                     | В ознаменование 120-летия Орловского локомотивного депо у входа в него был установлен памятник-паровоз серии ОВ («Овечка»). |      |
| 57-мм противотанковая пушка ЗИС-2 | Сквер Артиллеристов (район Александровского моста и типографии «Труд») | 2015         |                                                     | В память о подвиге артиллеристов в годы Великой Отечественной войны — уроженцах города Орла и Орловской области. Пушка была передана в собственность муниципального образования «Город Орёл» из в/ч 55443-51 города Брянска.                                                               |      |
| Военно-исторический мемориал      | Привокзальная площадь (около Дворца культуры железнодорожников)        | 2018         |                                                     | Военно-исторический комплекс посвящён железнодорожникам, внёсшим неоценимый вклад в победу в Великой Отечественной войне. На одной из памятных плит высечены слова «Мы движемся в будущее, сохраняя в памяти прошлое».                                                                     |      |

## Памятные знаки
| Название                                                  | Местонахождение                                                           | Год открытия | Авторы                                                                           | Краткое описание | Фото |
| --------------------------------------------------------- | ------------------------------------------------------------------------- | ------------ | -------------------------------------------------------------------------------- | --- | ---- |
| Мемориальный комплекс в честь 400-летия города Орла       | В месте слияния рек Оки и Орлика, сквер «Стрелка»                         | 1966         | Скульптор А. Н. Бурганов, архитектор Р. К. Топуридзе, конструктор Ф. Г. Кохновер | 27 метровый обелиск, облицованный светло-серым гранитом. Грани обелиска украшают древний герб Орла и летопись основных исторических событий, связанных с городом. Рядом на видовой площадке на гранитном ризалите установлена скульптурная группа, в которой воплощена идея героического порыва.                                                                                           |      |
| Памятный знак на месте основания города Орла «Детинец»    | В месте слияния рек Оки и Орлика, сквер «Стрелка»                         | 1990         |                                                                                  | На камне-монолите, установленном на невысоком кургане, выбита надпись: «Здесь в 1566 году была заложена Орловская крепость». |      |
| Выколотка «Встреча А. С. Пушкина и А. П. Ермолова в Орле» | Улица 7-го Ноября, 43 а                                                   | 1992         | Автор В. Ф. Михеев                                                               | Медная выколотка, изображающая встречу А. С. Пушкина и А. П. Ермолова в Орле в 1829 году с надписью: «Из Москвы поскакал я (1-го мая) на Калугу, Белёв и Орёл и сделал таким образом двести вёрст лишних, зато увидел Ермолова. А. С. Пушкин». Установлена на месте, где находился дом А. П. Ермолова.                                                                                     |      |
| Памятный знак «Дворянское гнездо»                         | Парк «Дворянское гнездо»                                                  | 1993         |                                                                                  | «Дворянское гнездо» — литературно-исторический заповедник, прошлое которого связано с произведениями писателей-орловцев И. С. Тургенева, И. А. Бунина, Н. С. Лескова, С. М. Городецкого, П. А. Россиева, К. Д. Бальмонта. Охраняется как всенародное достояние. |      |
| Мемориальный знак на братском военном кладбище            | Наугорское шоссе, сквер у завода «Научприбор»                             | 1999         | Автор проекта Б. Рыжонков                                                        | Кладбище было основано в 1890 году в двухстах метрах от северной стены Троицкого кладбища. В 1912 здесь была построена часовня во имя Всех Святых (не сохранилась). Хоронили на кладбище военнослужащих, умерших в орловских госпиталях от болезней и ран, погибших во время Русско-японской войны, Первой мировой и бойцов Советской Армии, замученных в фашистском плену в 1941—1943 гг. |      |
| Памятник сотрудникам органов внутренних дел               | Перекрёсток улиц Тургенева и Максима Горького                             | 2001         | Автор проекта Г. Т. Ракитин                                                      | Обелиск в форме гранёного штыка с надписью: «Памяти сотрудников органов внутренних дел Орловской области, погибших при исполнении служебного долга». |      |
| Памятный знак в честь 5-й Орловской стрелковой дивизии    | Улица 5-е Августа                                                         | 2003         |                                                                                  | Камень с памятной табличкой установлен в сквере 5-й Орловской стрелковой дивизии в честь 5-й Орловской Краснознамённой орденов Ленина, Суворова и Кутузова стрелковой дивизии, освобождавшей Орловщину от немецко-фашистских захватчиков. |      |
| Памятный знак жертвам радиационных аварий и катастроф     | Сквер Героев-чернобыльцев, пересечение улиц Октябрьской и Красноармейской | 2006         | Скульптор В. Ф. Михеев                                                           | Памятник жертвам радиационных аварий катастроф был установлен к 20-летию ликвидации аварии на Чернобыльской АЭС в 2006 году. |      |
| Памятный знак в честь воинов-десантников                  | Улица Машкарина (909-й квартал), возле храма-часовни Александра Невского  | 2008         |                                                                                  | Установлен в память о героическом подвиге воинов-десантников 201-й воздушно-десантной бригады, которые 3 октября 1941 года десантировались на орловском аэродроме и на этом месте вступили в неравную схватку с танковой группой Гудериана, наступавшего на Орел. |      |
| Стела «Город воинской славы»                              | Бульвар Победы                                                            | 2010         |                                                                                  | Гранитная стела установлена 8 мая 2010 года в честь присвоения городу Орлу почётного звания Российской Федерации «Город воинской славы». Почётное звание городу было присвоено 27 апреля 2007 года. |      |

## Монументально-декоративное убранство
| Название                                    | Местонахождение                     | Год открытия | Авторы                                     | Краткое описание | Фото |
| ------------------------------------------- | ----------------------------------- | ------------ | ------------------------------------------ | --- | ---- |
| Многофигурные группы на фасаде Главпочтамта | Площадь Ленина, здание Главпочтамта | 1951         | Скульптор Ю. Г. Нерода                     | В 1951 году в створе улицы М. Горького и площади Ленина было построено здание Главпочтамта, известное как «Дом Связи». На угловой части фасада расположились многофигурные скульптурные композиции.                         |      |
| Скульптурный картуш на Доме Советов         | Площадь Ленина, Дом Советов         | 1961         | Скульпторы В. Т. Ярыш, В. К. Дудинов и др. | По проекту Ленинградского проектного института «Ленгипрокоммунстрой» в 1961 году было построено здание областной администрации — Дом Советов, фронтон которого украсила орнаментальная окантовка — герб РСФСР со знамёнами. |      |
| Бронзовые орлы на Александровском мосту     | Александровский мост                | 2009         |                                            | Декоративные украшения на ограждениях — бронзовые орлы, появились после капитальной реконструкции моста в 2009 году. |      |

## Монументальная живопись
| Название  | Местонахождение     | Год открытия | Авторы                  | Краткое описание                                                    | Фото |
| --------- | ------------------- | ------------ | ----------------------- | ------------------------------------------------------------------- | ---- |
| Панно     | Наугорское шоссе    | 1961         |                         | Панно на одном из зданий бывшего Радиолампового завода «Малютка».   |      |
| Сграффито | Улица Комсомольская | 1973         | Художник В. В. Анисимов | Сграффито на общежитии Пединститута.                                |      |
| Мозаика   | Улица Октябрьская   | 1975         | Художник Н. И. Захаров  | Многоцветная керамическая мозаика на здании Облпрофсовета.          |      |
| Панно     | Площадь Ленина      | 1986         |                         | Панно на фасаде здания гостиницы «Салют».                           |      |
| Панно     | Улица Брестская     | 1986         |                         | Панно на фасаде нового здания лицея № 22, построенного в 1986 году. |      |
| Панно     | Улица Пионерская    |              |                         | Панно на фасаде дома № 8.                                           |      |

### Утраченная живопись
| Название  | Местонахождение     | Год открытия | Авторы                 | Краткое описание | Изображение |
| --------- | ------------------- | ------------ | ---------------------- | --- | ----------- |
| Сграффито | Улица Комсомольская | 1976         | Художник В. Н. Меньков | Два панно (сграффито) на фасадах Строительного техникума (ныне Многопрофильный колледж ФГБОУ ВО Орловский ГАУ). Заложены кафельной плиткой. |             |

## Витражи

Русанов и Ермолов с витражей смотрят на жителей и гостей города

Детское творчество Советской эпохи во Дворце пионеров

- Орловский железнодорожный вокзал в СССР считался одним из самых красивых вокзалов в стране[31]. Цветные витражи больших окон в здании у платформ — одна из основных достопримечательностей вокзала.
- Витраж, украшавший большое арочное окно центральной лестницы здания Дворца пионеров имени Гагарина, был сделан вручную воспитанниками дворца в 1979 году. Стекло задекорировано полимерными плёнками, часть рисунков расписана специальными итальянскими красками. Автор эскиза Зоя Воропаева. После реконструкции 2012 года стеклянное панно было демонтировано и перенесено в фойе актового зала[32].